# Les Durs
Pour plus de détails, voir Fiche technique et Distribution.
Les Durs (Uomini duri) est un poliziottesco italo-franco-américain réalisé par Duccio Tessari, sorti en 1974.

## Synopsis
L'enquêteur d'une société d'assurance est tué pendant qu'il enquête sur un client très important. Un prêtre et un ancien inspecteur de police décident de découvrir le coupable.

## Fiche technique
- Titre français : Les Durs
- Titre original : Uomini duri
- Titre américain : Three tough guys
- Réalisation : Duccio Tessari
- Scénario : Nicola Badalucco & Luciano Vincenzoni
- Musique : Isaac Hayes
- Photographie : Aldo Tonti
- Montage : Richard Marks & Mario Morra
- Production : Dino De Laurentiis
- Sociétés de production : Columbia Films & Dino De Laurentiis Cinematografica
- Société de distribution : Paramount Pictures
- Pays de production :  Italie,  France,  États-Unis
- Langue : anglais
- Format : couleur - Mono - 35 mm - 1.85:1
- Genre : poliziottesco, policier, action
- Durée : 92 min
- Sorti en salles :
  - États-Unis : 15 mars 1974
  - France : 29 mai 1974
  - Italie : 13 août 1974
- Classification :
  - France : Interdit aux moins de 12 ans

## Distribution
- Lino Ventura (VF : lui-même) : Père Charlie
- Isaac Hayes (VF : Bachir Touré) : Lee
- Fred Williamson (VF : Daniel Kamwa) : Joe Snake
- Paula Kelly (VF : Maïk Darah) : Fay
- William Berger (VF : Pierre Hatet) : le capitaine Ryan
- Vittorio Sanipoli (VF : Jean Michaud) : Mike Petralia
- Lorella De Luca (VF : Claude Chantal) : Anne Lombardo
- Mario Erpichini (VF : Jean Berger) : Gene Lombardo
- Jess Hahn (VF : lui-même) : le tenancier du bar
- Jacques Herlin (VF : Guy Piérauld) : l'ivrogne
- Guido Leontini (VF : Robert Bazil) : le sergent Sam
- Romano Puppo (VF : Daniel Gall) : l'homme de main de Mike Petralia (à l'église)
- Luciano Salce (VF : Jean-Henri Chambois) : l'évêque
- Thurman Scott : Tony
- Joel Cory (VF : Francis Lax) : le camionneur
- Dutchell Smith : un piéton
- Ira Rogers : Lou
- Margot Novick : la prostituée
- Tommy Brubaker : l'homme de main #2
- Walter Scott : l'homme de main de Petralia #3
- Frank Grimaldi : Blinky
- Emanuele Spatafora : Joe Bell
- Hans Jungbluth (VF : Bernard Murat) : le mécanicien
- (VF : Daniel Gall) : la voix off du répartiteur de la police provenant de la radio des patrouilleurs

## Autour du film
- Lino Ventura a tourné ce film juste après L'Emmerdeur.
- Duccio Tessari qui venait de terminer le film Big Guns (Tony Arzenta) en Italie avec Alain Delon emmena cette fois son équipe à Chicago[1].
- A noter que Lino Ventura reprend ici une des expressions culte des Tontons flingueurs en faisant référence à quelqu'un qui "les lui brise menu!".
- C'est l'un des films les plus méconnus de Lino Ventura qui y interprète le rôle d'un prêtre au coup de poing facile et qui se déplace sur une bicyclette ! Il y retrouve l'un de ses partenaires de Les Grandes Gueules en l'occurrence Jess Hahn.
- Si le thème musical de ce film n'est pas sans rappeler celui de Shaft, cela est tout à fait normal : il est composé par le même compositeur qui n'est autre que la co-vedette des « durs » : Isaac Hayes.